# Orazio Schillaci
Orazio Schillaci (n. 27 aprilie 1966, Roma, Italia) este un politician italian.